# Pektinasen
Pektinasen sind Enzyme, die Pektine abbauen. Da ein Hauptbestandteil von Pektin Polygalakturonsäure ist, ist das Enzym Polygalakturonase ein Beispiel für eine Pektinase. Pektinasen bauen die Pektinmittellamellen der pflanzlichen Zellwand ab – dies ist ein normaler Prozess während der Fruchtreife in Blütenpflanzen. Außerdem wird das Enzym von Bakterien und Pilzen gebildet, die auf Pflanzen parasitieren. Pektinasen werden kommerziell genutzt, etwa zur Isolation pflanzlicher Protoplasten und zur Fruchtsaftherstellung.
Pektinasen werden bei der Herstellung von Fruchtsäften eingesetzt um die Saftausbeute zu erhöhen. Daneben werden sie auch verwendet, um Farbextrakte und färbende Lebensmittel aus pflanzlichen Rohstoffen, oder um hochkonzentrierte Zitrusaromen aus den Schalen von Zitrusfrüchten zu gewinnen. Auch bei der Weinherstellung, insbesondere bei einer Maischegärung, werden Pektinasen eingesetzt. Die Steigerung der Saftausbeute führt hier vor allem zu einer Verbesserung der alkoholischen Gärung.
Pektinasen werden häufig durch genetisch veränderte Mikroorganismen (durch Fermentation mit Pilzkulturen) hergestellt.

## Klassifikation
Pektinasen bilden die Familie 28 in der Klassifikation der Glykosidasen nach Henrissat.